# Смориго Микола Харитонович
Микола Харитонович Смориго (5 травня 1902, місто Троки Віленської губернії, тепер місто Тракай, Литва — ?) — радянський державний і комуністичний діяч, секретар ЦК КП(б) Молдавії, заступник голови Ради міністрів Молдавської РСР. Член ЦК КП(б) Молдавії.

## Життєпис
Народився в родині робітників. Освіта середня.
З 1914 по 1915 рік був учнем на чавуноливарному заводі в Гомелі. У 1915—1920 роках — ливарник чавуноливарного заводу міста Ново-Бєліца Гомельського повіту Могильовської губернії.
Член РКП(б) з 1918 року.
У 1920—1921 роках — курсант губернської радпартшколи; політичний керівник військово-інженерної дружини.
У 1921—1923 роках — ливарник чавуноливарного заводу імені Калініна міста Клинці Брянської губернії.
З 1923 по 1933 рік — у Червоній армії, був на партійно-політичній роботі, служив комісаром окремої частини РСЧА.
У 1933—1938 роках — начальник політичного відділу Тираспольської машинно-тракторної станції (МТС); 1-й секретар Слободзейського районного комітету КП(б)У Молдавської АРСР.
У 1938—1940 роках — завідувач відділу керівних партійних органів Молдавського обласного комітету КП(б)У.
З липня 1938 року — заступник голови Президії Верховної ради Молдавської АРСР.
4 вересня 1940 — 23 квітня 1941 року — секретар ЦК КП(б) Молдавії із кадрів. 23 квітня 1941 — 1943 року — секретар ЦК КП(б) Молдавії із транспорту.
З липня 1941 по 1942 рік — у Червоній армії, учасник німецько-радянської війни. Служив заступником начальника оперативної групи військової ради 18-ї армії Південного фронту.
У 1943—1944 роках — заступник начальника Головного управління державних матеріальних резервів при РНК СРСР.
У 1944 — 26 січня 1945 року — заступник голови Ради народних комісарів Молдавської РСР.
У 1945—1952 роках — голова виконавчого комітету Дрокіївської районної ради депутатів трудящих Сороцького повіту Молдавської РСР; начальник Молдавської республіканської контори Головавтотракторопостачу.
У 1952 році виїхав з Молдавської РСР. Подальша доля невідома.

## Звання
- полковий комісар
- підполковник

## Нагороди
- орден «Знак Пошани» (21.01.1944)
- медаль «За бойові заслуги» (21.02.1945)
- медаль «За перемогу над Німеччиною у Великій Вітчизняній війні 1941—1945 рр.» (1945)
- медалі